# Royal Namur Échecs
Le Royal Namur Échecs est un club d'échecs basé à Namur. Il évolue actuellement en division 2 nationale belge.

## Historique
Le premier club d'échecs à Namur a été fondé en 1923, sous le nom de Cercle d'échecs de Namur. Un autre club, le club de Ludisan s'est formé en 1993. Lors de la saison 2004-2005, l'équipe première de Ludisan accède à la division 1 Nationale. En 2005 les deux clubs décident de fusionner afin de regrouper leurs forces. Le cercle s'appelle désormais Namur Échecs, nom qui devient Royal Namur Échecs, à la suite de l'octroi du titre Royal le 26 septembre 2005.
Le Royal Namur Échecs est membre de la Fédération échiquéenne francophone de Belgique (FEFB), qui est membre de la Fédération royale belge des échecs (FRBE).

## Palmarès
Vice-champion de Belgique lors de la saison 2006-2007 .

## Organisations
- Championnat de Belgique d'échecs: 1938, 2006, 2007, 2009.
- Championnat Individuel FEFB: 2005, 2014, 2018

## Interclubs
| Saison | Division | Résultat | Points |
| ------ | -------- | -------- | ------ |
|        |          |          |        |
|        |          |          |        |
|        |          |          |        |

## Joueurs marquants

### Anciens joueurs
- Laurent Fressinet
- Sébastien Feller
- Andrei Istratescu
- Alberto David